# Alfons XIII.
Alfons XIII. (Alfonso XIII; 17. května 1886, Madrid – 28. února 1941, Řím) byl v letech 1886 až 1931 králem španělským (poté až do své smrti v exilu).

## Život

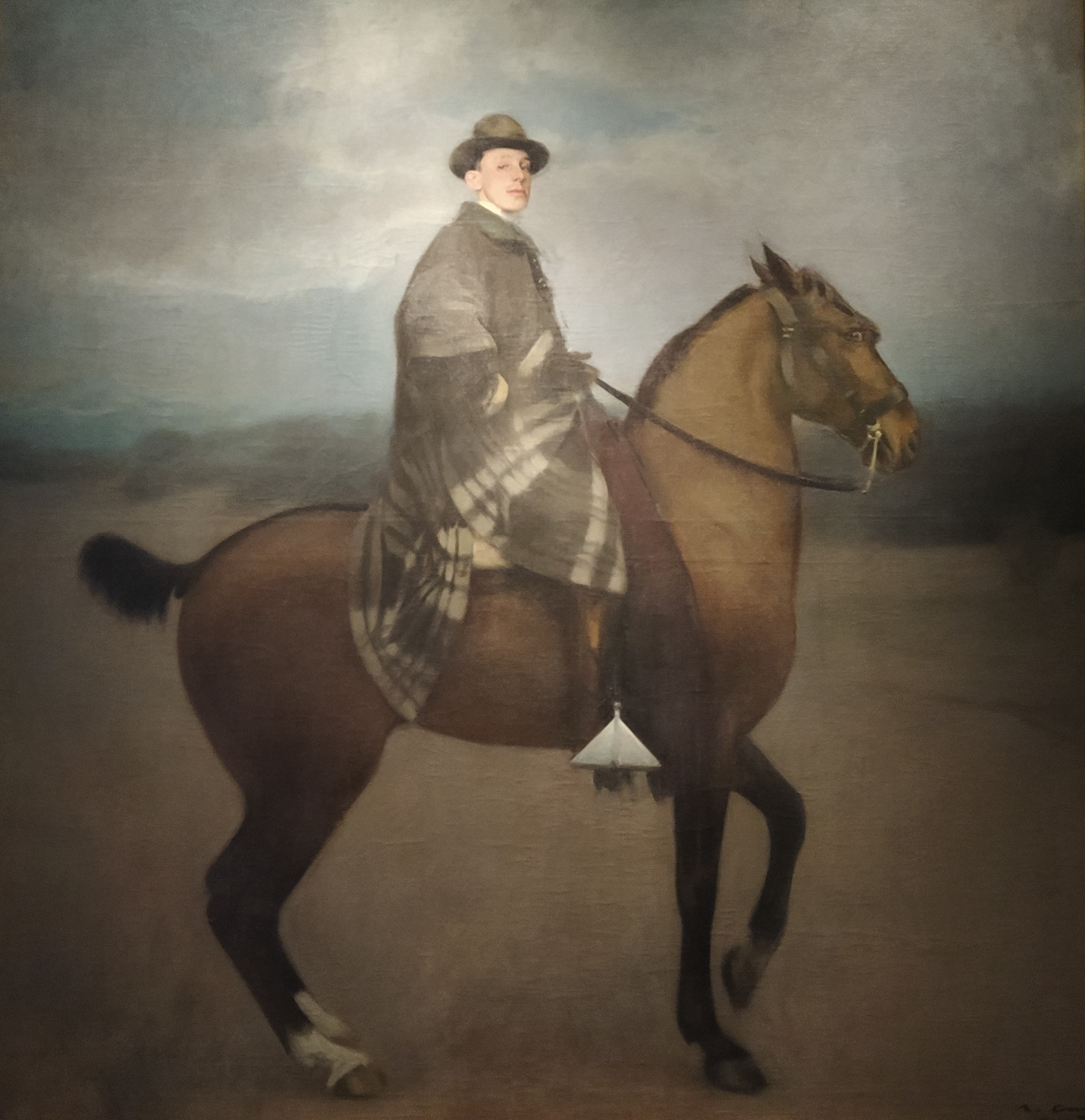
Jezdecký portrét Alfonse XIII. (1905, Ramon Casas, Galerie královských sbírek, Madrid)

### Alfons XIII. králem
Narodil se 17. května 1886 v Madridu jako pohrobek 25. listopadu 1885 zesnulého krále Alfonse XII. Španělského a jeho druhé ženy Marie Kristýny Rakouské a tím se de jure ihned po svém narození stal králem. Do jeho plnoletosti roku 1902 však úřední záležitosti vedla jeho matka jako regentka.
Když se král Alfons XIII. a královna Viktorie Evženie vraceli po svatebním obřadu do královského paláce, stali se terčem atentátu prostřednictvím bomby ukryté v kytici květin, kterou hodil anarchista Mateo Morral na jejich vůz, před číslem 88 na madridské calle Mayor. Královský pár jako zázrakem vyšel bez zranění, avšak na následky exploze zemřelo nebo bylo zraněno mnoho přihlížejících a členů královské suity.
Během první světové války, jako monarcha neutrálního státu, uspořádal účinnou iniciativu, Úřad pro zajatce, (špan. Oficina Pro Cautivos), která umožnila kontakt mezi válečnými zajatci obou stran s jejich rodinami. Úřad zachránil na 70 tisíc civilistů a 21 tisíc vojáků, intervenoval ve prospěch 136 tisíc válečných zajatců a uskutečnil 4 tisíce inspekčních vizit v utečeneckých táborech. Král kromě toho měl v úmyslu osvobodit a nechat převézt do Španělska ruskou carskou rodinu, ale po státním převratu v režii bolševiků to již nebylo možné.
Po smrti posledního rakouského císaře Karla I. (zemřel 1. dubna 1922 v internaci na Madeiře) poskytl Alfons XIII. ve Španělsku azyl císařovně vdově Zitě a jejím osmi dětem.

### Vláda Alfonse XIII.
Doba jeho vlády spadala do éry politické restaurace ve Španělsku. V tomto období se všechny významné síly snažily o zeslabení existujících politických a sílících sociálních protikladů ve španělské společnosti, avšak bez úspěchu. Král to však nechápal jako impuls k prosazení nezbytných reforem prostřednictvím svých širokých možností daných mu ústavou. Španělsko bylo sice uchráněno hrůz první světové války, ale i zde byly velké sociální rozdíly zdrojem napětí ve společnosti. Stávky, sociální nepokoje a atentáty (i na královu osobu) situaci ještě zhoršovaly. Korupcí a reformním vzedmutím poznamenaný španělský politický systém se definitivně zhroutil roku 1923 po porážce španělské armády proti marockým povstalcům u Annualu. Správou Španělska byl pověřen generál Miguel Primo de Rivera, za jehož vedení se země stala de facto vojenskou diktaturou, v níž stál král ve stínu vojenského diktátora. Avšak ani tato sedm let trvající diktatura nepřinesla vytouženou konsolidaci ochromeného španělského státu a nesplnila očekávání.

### Život po vyhlášení republiky
V komunálních volbách z 12. dubna 1931, prvních volbách po roce 1923, ve velkých městech přesvědčivě zvítězili republikáni. O dva dny později byla v Madridu vyhlášena (2.) republika a král Alfons ještě téhož dne, bez formální abdikace, odešel se svou rodinou do exilu, nejprve do Paříže a Marseille, později do Říma. Na pokraji španělské občanské války horlivě podporoval vzbouřenecké skupiny, a prohlašoval se za falangistu od první chvíle.
Teprve krátce před svou smrtí, 15. ledna 1941, se vzdal práva na trůn ve prospěch svého syna Juana.

### Smrt
Alfons XIII. zemřel v Římě, kde byl poté rovněž pohřben, a to ve španělském národním kostele Santa Maria in Monserrato degli Spagnoli. V lednu 1980 byly jeho ostatky převezeny do královské hrobky kláštera El Escorial.

## Alfons XIII. a Československo

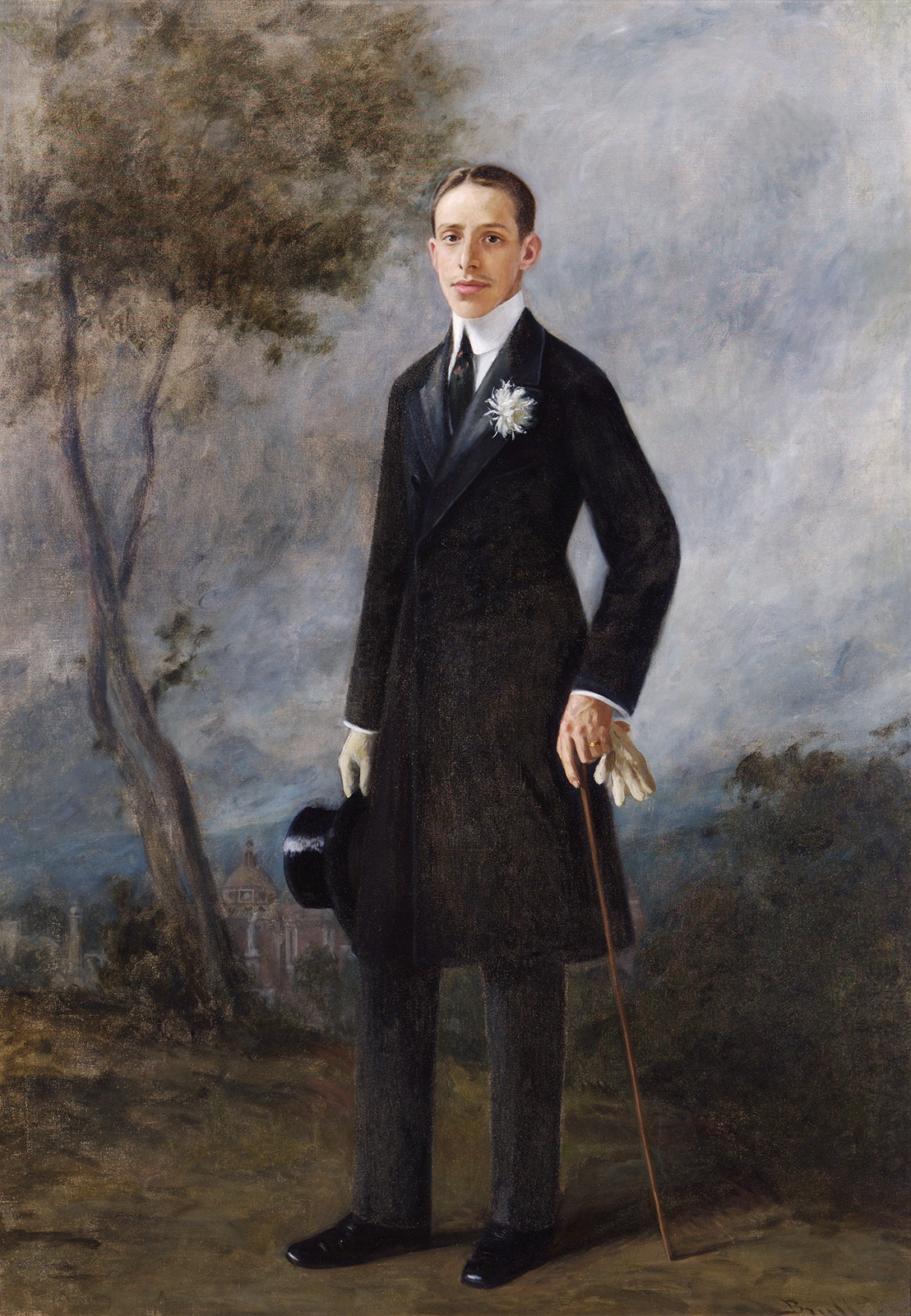
Alfons XIII.

Matka Alfonse XIII. Marie Kristýna Rakouská byla pravnučka římského císaře a českého krále Leopolda II. a narodila na zámku v Židlochovicích na Moravě. Během první světové války se Alfons XIII. přimluvil u rakouského císaře za budoucího československého premiéra Karla Kramáře, který byl v roce 1916 odsouzen k trestu smrti. (Podobně se přimlouval u ruského cara za propuštění Maxima Gorkého.) Počátkem 20. let 20. století sledoval s nevolí konfiskace majetku svého strýce Bedřicha Rakousko-Těšínského na území Československa a podezíral československou vládu ze sklonů k bolševismu. V roce 1923 intervenoval za záchranu kynžvartského panství před pozemkovou reformou.
Jeho sestřenice Isabela Alfonsa Bourbonsko-Sicilská se v roce 1929 provdala za polského hraběte Jana Zamojského, majitele Ľubovňanského hradu. 4. září 1931 soukromě navštívil Prahu. V roce 1931 údajně král uvažoval, že se usadí na Slovensku. Na Slovensku přebýval v roce 1934.
Jeho sestřenice Isabel de Silva y Carvajal (1880–1980) se provdala za Klemense Václava Metternicha (1869–1930), vnuka rakouského kancléře Klemense Wenzela von Metternicha. Během exilu Alfons XIII. v letech 1931–1938 několikrát pobýval u Paula Alfonse von Metternich-Winneburga na jeho zámku Kynžvart v západních Čechách. Levicový tisk jej podezříval, že na zámku tajně jedná proti demokratickému Španělsku. Na jeho obhajobu se v roce 1936 postavil Karel Kramář, když do Národních listů napsal článek „Nevděčnost“. Obec Kynžvart si v roce 1938 vymohla jeho vypovězení ze země. Den před Mnichovskou dohodou pak odjel do Vídně a do Československa se již nikdy nevrátil.

## Rodina
Z manželství uzavřeného 31. května 1906 s princeznou Viktorií z Battenbergu, dcerou prince Jindřicha Mořice z Battenbergu, guvernéra a kapitána na ostrově Wight, a jeho manželky princezny Beatrice Britské, nejmladší dcery britské královny Viktorie, vzešli následující potomci:
- Alfons Pius (1907–1938), hrabě z Covadongy

⚭ 1933–1937 Edelmira Sampedro-Ocejo y Robarto
⚭ 1937–1938 Marta Rocafort y Altazurra
- Jakub Jindřich (1908–1975), vévoda ze Segovie a uchazeč o francouzský trůn jako Jacques II.

⚭ 1935–1947 Princezna Victoire Jeanne Joséphine Emmanuelle de Dampierre
⚭ 1949 Carlota Tiedemann
- Beatrix Isabel (1909–2002) ⚭ 1935 Alessandro Torlonia, kníže z Civitella-Cessi
- Maria Christina (1911–1996) ⚭ 1940 Enrico hrabě Marone
- Juan (1913–1993), hrabě Barcelonský ⚭ 1935 princezna Marie Mercedes Bourbonsko-Sicilská; otec španělského krále Juana Carlose I.;
- Gonzalo Manuel (1914–1934)

### Nelegitimní potomci
Alfons měl rovněž šest nelegitimních potomků:
- S francouzskou aristokratkou Mélanie de Gaufridy de Dortan (1876–1937), provdanou za J. Lévêque de Vilmorina, měl syna jménem Roger Marie Vincent Philippe Lévêque de Vilmorin (1905–1980)
- S Pauline of Saint Glen syna Charlese Maxime Victora of Saint Glen (1914–1934)
- S Béatricí Noon dceru Juanu Alfonsa Milán y Quiñones de León (1916–2005)
- Se španělskou herečkou María del Carmen Ruíz y Moragas (1898–1936) dceru Anu Maríu Teresu Ruíz y Moragas (1925–1965) a syna Leandra Alfonsa Luise Ruíz y Moragas (* 26. 4. 1929)
- S Marií Sousa syna Alonsa Borbon Sousa (1930–1934)

## Vývod z předků
|              |                                              |  |             |                                    |  |  |  |  |  |  |  | Karel IV. Španělský |
|              |                                              |  |             |                                    |  |  |  |  |  |  |  |                     |
|              | František de Paula Španělský                 |  |             |                                    |  |  |  |  |  |  |  |                     |
|              |                                              |  |             |                                    |  |  |  |  |  |  |  |                     |
|              |                                              |  |             | Marie Luisa Parmská                |  |  |  |  |  |  |  |                     |
|              |                                              |  |             |                                    |  |  |  |  |  |  |  |                     |
|              | František Cádizský                           |  |             |                                    |  |  |  |  |  |  |  |                     |
|              |                                              |  |             |                                    |  |  |  |  |  |  |  |                     |
|              |                                              |  |             | František I. Neapolsko-Sicilský    |  |  |  |  |  |  |  |                     |
|              |                                              |  |             |                                    |  |  |  |  |  |  |  |                     |
|              | Luisa Šarlota Neapolsko-Sicilská             |  |             |                                    |  |  |  |  |  |  |  |                     |
|              |                                              |  |             |                                    |  |  |  |  |  |  |  |                     |
|              |                                              |  |             | Marie Isabela Španělská            |  |  |  |  |  |  |  |                     |
|              |                                              |  |             |                                    |  |  |  |  |  |  |  |                     |
|              | Alfons XII.                                  |  |             |                                    |  |  |  |  |  |  |  |                     |
|              |                                              |  |             |                                    |  |  |  |  |  |  |  |                     |
|              |                                              |  |             | Karel IV. Španělský                |  |  |  |  |  |  |  |                     |
|              |                                              |  |             |                                    |  |  |  |  |  |  |  |                     |
|              | Ferdinand VII. Španělský                     |  |             |                                    |  |  |  |  |  |  |  |                     |
|              |                                              |  |             |                                    |  |  |  |  |  |  |  |                     |
|              |                                              |  |             | Marie Luisa Parmská                |  |  |  |  |  |  |  |                     |
|              |                                              |  |             |                                    |  |  |  |  |  |  |  |                     |
|              | Isabela II. Španělská                        |  |             |                                    |  |  |  |  |  |  |  |                     |
|              |                                              |  |             |                                    |  |  |  |  |  |  |  |                     |
|              |                                              |  |             | František I. Neapolsko-Sicilský    |  |  |  |  |  |  |  |                     |
|              |                                              |  |             |                                    |  |  |  |  |  |  |  |                     |
|              | Marie Kristýna Neapolsko-Sicilská            |  |             |                                    |  |  |  |  |  |  |  |                     |
|              |                                              |  |             |                                    |  |  |  |  |  |  |  |                     |
|              |                                              |  |             | Marie Isabela Španělská            |  |  |  |  |  |  |  |                     |
|              |                                              |  |             |                                    |  |  |  |  |  |  |  |                     |
| Alfons XIII. |                                              |  |             |                                    |  |  |  |  |  |  |  |                     |
|              |                                              |  |             |                                    |  |  |  |  |  |  |  |                     |
|              |                                              |  | Leopold II. |                                    |  |  |  |  |  |  |  |                     |
|              |                                              |  |             |                                    |  |  |  |  |  |  |  |                     |
|              | Karel Ludvík Rakousko-Těšínský               |  |             |                                    |  |  |  |  |  |  |  |                     |
|              |                                              |  |             |                                    |  |  |  |  |  |  |  |                     |
|              |                                              |  |             | Marie Ludovika Španělská           |  |  |  |  |  |  |  |                     |
|              |                                              |  |             |                                    |  |  |  |  |  |  |  |                     |
|              | Karel Ferdinand Rakousko-Těšínský            |  |             |                                    |  |  |  |  |  |  |  |                     |
|              |                                              |  |             |                                    |  |  |  |  |  |  |  |                     |
|              |                                              |  |             | Fridrich Vilém Nasavsko-Weilburský |  |  |  |  |  |  |  |                     |
|              |                                              |  |             |                                    |  |  |  |  |  |  |  |                     |
|              | Jindřiška Nasavsko-Weilburská                |  |             |                                    |  |  |  |  |  |  |  |                     |
|              |                                              |  |             |                                    |  |  |  |  |  |  |  |                     |
|              |                                              |  |             | Luisa Isabela z Kirchbergu         |  |  |  |  |  |  |  |                     |
|              |                                              |  |             |                                    |  |  |  |  |  |  |  |                     |
|              | Marie Kristýna Rakouská                      |  |             |                                    |  |  |  |  |  |  |  |                     |
|              |                                              |  |             |                                    |  |  |  |  |  |  |  |                     |
|              |                                              |  |             | Leopold II.                        |  |  |  |  |  |  |  |                     |
|              |                                              |  |             |                                    |  |  |  |  |  |  |  |                     |
|              | Josef Habsbursko-Lotrinský                   |  |             |                                    |  |  |  |  |  |  |  |                     |
|              |                                              |  |             |                                    |  |  |  |  |  |  |  |                     |
|              |                                              |  |             | Marie Ludovika Španělská           |  |  |  |  |  |  |  |                     |
|              |                                              |  |             |                                    |  |  |  |  |  |  |  |                     |
|              | Alžběta Františka Marie Habsbursko-Lotrinská |  |             |                                    |  |  |  |  |  |  |  |                     |
|              |                                              |  |             |                                    |  |  |  |  |  |  |  |                     |
|              |                                              |  |             | Ludvík Württemberský               |  |  |  |  |  |  |  |                     |
|              |                                              |  |             |                                    |  |  |  |  |  |  |  |                     |
|              | Marie Dorotea Württemberská                  |  |             |                                    |  |  |  |  |  |  |  |                     |
|              |                                              |  |             |                                    |  |  |  |  |  |  |  |                     |
|              |                                              |  |             | Henrietta Nasavsko-Weilburská      |  |  |  |  |  |  |  |                     |
|              |                                              |  |             |                                    |  |  |  |  |  |  |  |                     |

## Fotogalerie

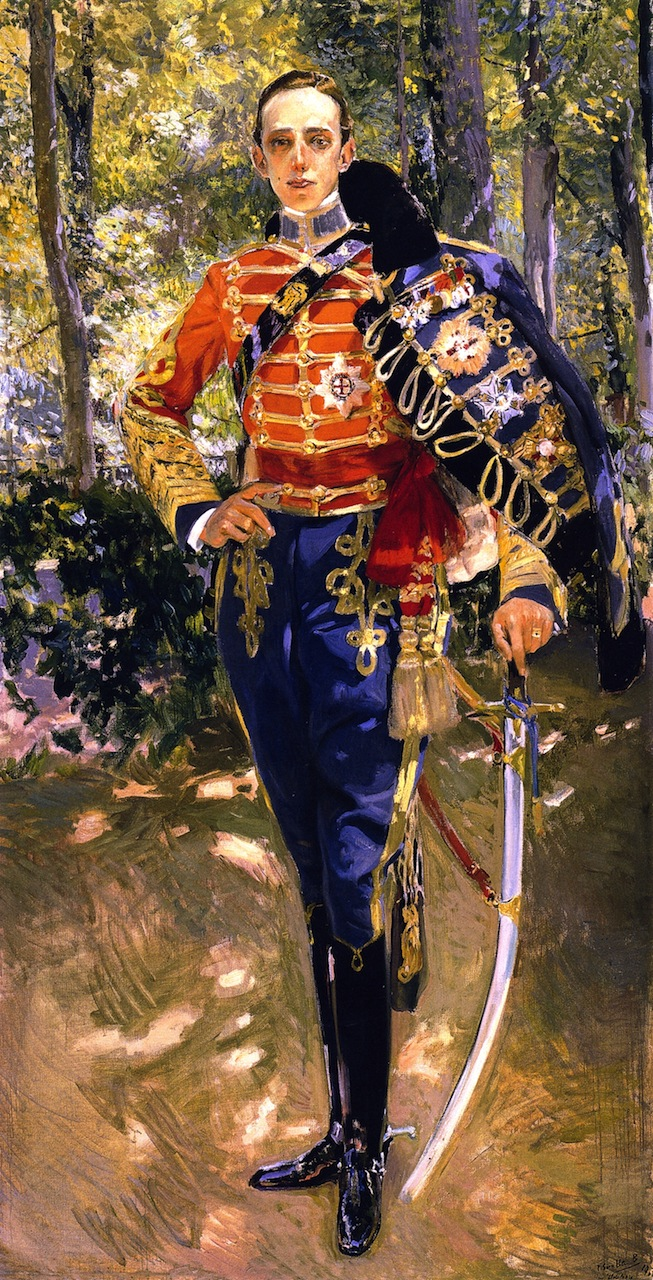
Portrét od J. Sorolly (1863–1923): Král Alfons XIII. Španělský v husarské uniformě, 1907
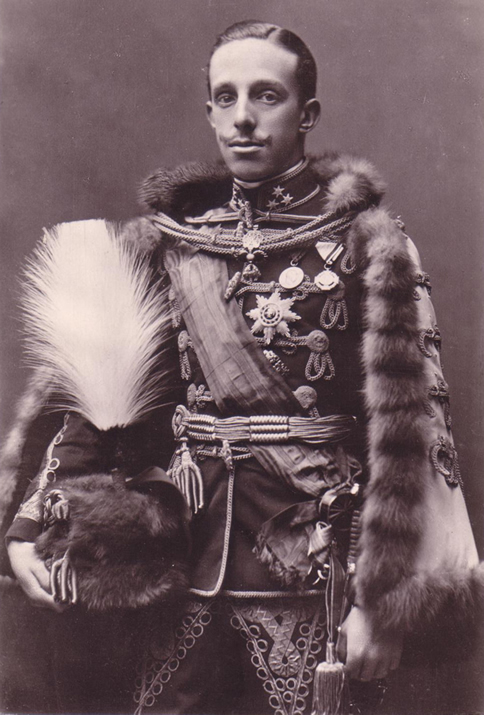
Alfons XIII.
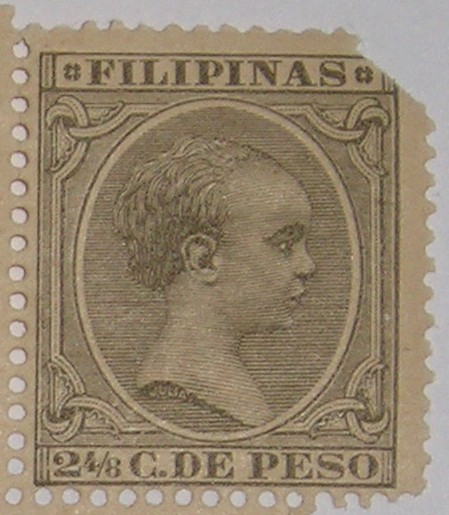
Filipínská poštovní známka s portrétem Alfonse XIII. v dětství (1890)
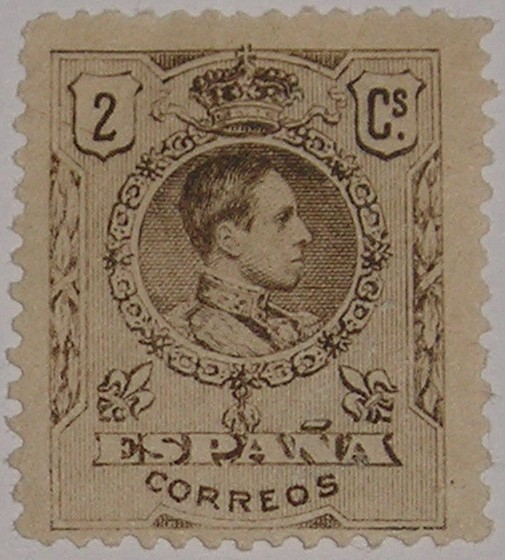
Španělská poštovní známka s portrétem Alfonse XIII. (1909)